# بلدية نيانزا لاك
بلدية نيانزا لاك هي بلدية من مقاطعة ماكامبا في جنوب بوروندي. تقع العاصمة في نيانزا لاك.